# Matías Assler
Matías Assler (Santiago, 16 de mayo de 1989) es un actor chileno.

## Biografía
Nació el 16 de mayo de 1989 en Santiago. Es hijo de Matías Assler y Loreto Escala. Por el lado paterno, es nieto del escultor Federico Assler, quien recibió el Premio Nacional de Artes Plásticas en 2009.
Estudió actuación en la Universidad Mayor, siendo compañero de la también actriz Isidora Urrejola.

## Carrera artística
En 2013 fue convocado por Moira Miller para la exitosa teleserie nocturna Vuelve temprano, interpretando a Ignacio Goycolea, un joven que después de una fiesta es encontrado muerto en extrañas circunstancias, con claras señales de haber sido asesinado.
En 2014 fue parte de la fallida teleserie Caleta del sol, donde interpretó a Vicente Foster, un joven surfista que tiene una relación con Catalina Infante (interpretada por Valentina Carvajal).
En 2015 forma parte de la teleserie vespertina que marca el regreso de Claudia Di Girólamo y la productora Verónica Saquel a Televisión Nacional de Chile, Matriarcas, donde interpreta a Claudio. Hijo en la ficción del rol que ejecuta Blanca Lewin.
Ha incursionado también en el mundo del modelaje, siendo rostro de la óptica Place Vendôme y en 2017 realizó una campaña publicitaria para las cervezas  Stones. Para términos del mismo año, Matías forma parte del elenco de Wena profe donde interpreta al profesor de educación física de la escuela.

## Vida personal
A fines de 2018 conoció a la actriz Juanita Ringeling, con quien inició una relación en 2019. Ambos son padres de Aurelio Assler, nacido en julio de 2021, y de Loica Assler, nacida en enero de 2024. Viven juntos los cuatro en la comuna de Zapallar, Chile.

## Filmografía
| Año       | Título                | Papel                |                             | Ref.   |
| --------- | --------------------- | -------------------- | --------------------------- | ------ |
| 2014      | Vuelve temprano       | Ignacio Goycolea     | Protagonista; 44 episodios  | [ 4 ]  |
| 2014      | Caleta del sol        | Vicente Foster       | Elenco principal            |        |
| 2015      | Matriarcas            | Claudio Chávez       | Elenco principal            |        |
| 2016–2017 | El camionero          | Sebastián Cienfuegos | Elenco principal            |        |
| 2017–2018 | Wena profe            | Benjamín Salas       | Elenco principal            |        |
| 2019–2020 | Amor a la Catalán     | Rafael Catalán       | Protagonista; 124 episodios | [ 12 ] |
| 2025      | Mi boda es una trampa |                      | Protagonista; 25 episodios  | [ 13 ] |

### Cine
| Películas | Películas                       | Películas            | Películas       |
| Año       | Película                        | Rol                  | Director        |
| --------- | ------------------------------- | -------------------- | --------------- |
| 2017      | Se busca novio... para mi mujer | Nicolás Nordenflycht | Diego Rougier   |
| 2018      | Aves migratorias                |                      | Mateo Chicharro |
| 2020      | Mujeres arriba                  |                      |                 |

## Vídeos musicales
| Año  | Título | Artista      | Dirección          |
| ---- | ------ | ------------ | ------------------ |
| 2014 | Será   | Los Avenidas | Maximiliano Santis |